# Johann Fülscher

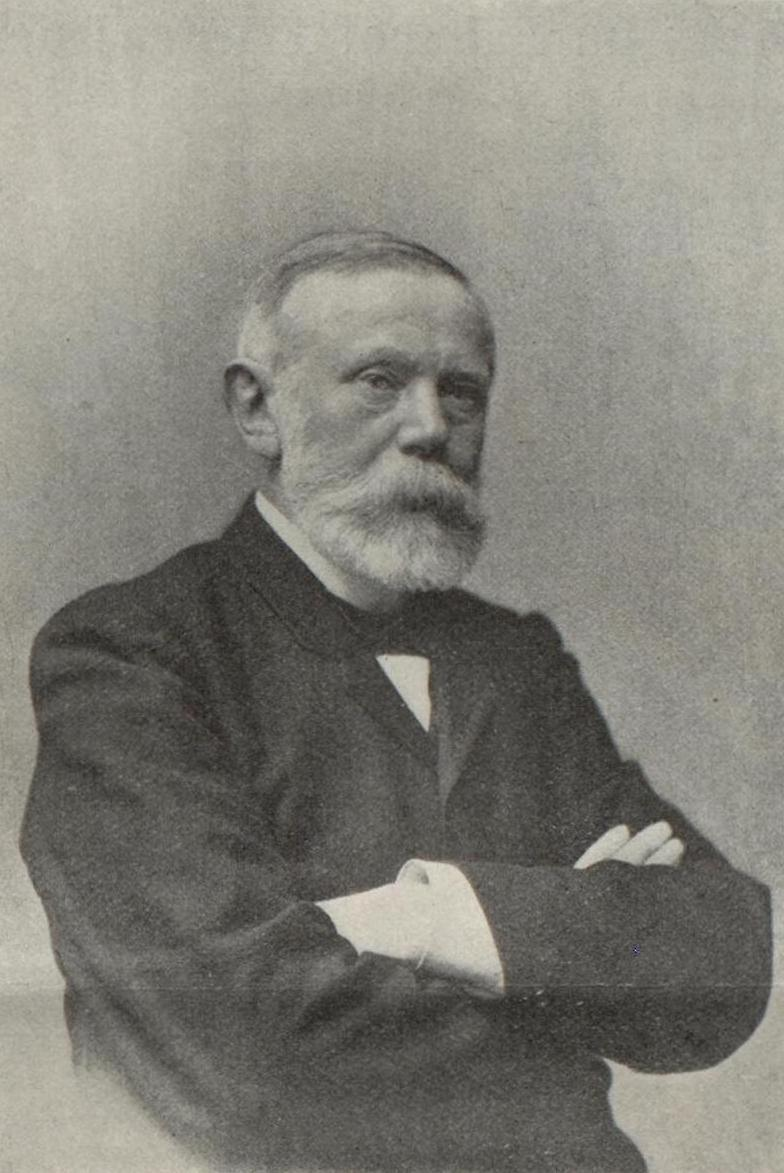
Johann Fülscher, um 1895

Johann Fülscher (* 28. Oktober 1831 in Kronenmoor; † 21. Juni 1915 in Kiel) war ein deutscher Wasserbauingenieur und preußischer Baubeamter.

## Leben
Nach dem Schulbesuch wurde Fülscher zunächst zum Feldmesser ausgebildet, danach besuchte das (Alte) Polytechnikum in München und wandte sich dann dem Wasserbau zu. Ab Mai 1860 war er Wasserbauinspektor in Glückstadt, 1882 wurde er zum Regierungs- und Baurat ernannt und zur Bezirksregierung Schleswig versetzt. Er arbeitete anschließend jahrelang in der Baubehörde des Kaiser-Wilhelm-Kanals, des heutigen Nord-Ostsee-Kanals. Für seine Tätigkeiten beim Bau des Kanals wurde Fülscher 1888 der preußische Rote Adler-Orden III. Klasse mit Schleife verliehen. 1890 wurde er zum Geheimen Baurat ernannt, 1895 erhielt er aus Anlass der Kanaleröffnung den preußischen Kronen-Orden II. Klasse sowie andere Orden deutscher Bundesstaaten. 1896 ging Fülscher nach Berlin ins preußische Ministerium der öffentlichen Arbeiten, wo er bald darauf zum Vortragenden Rat und im 1899 zum Geheimen Oberbaurat ernannt wurde. Sein Arbeitsgebiet waren die Wasserbau-Angelegenheiten an der deutschen Nord- und Ostseeküste. Neben seiner Arbeit publizierte er auch mehrere Beiträge in Fachzeitschriften. 1903 wurde Fülscher pensioniert. Bei seinem Abschied wurde ihm der Stern zum Roten Adler-Orden II. Klasse verliehen, kurz danach wurde er von der Technischen Hochschule Hannover mit der Ehrendoktorwürde (als Dr.-Ing. E. h.) ausgezeichnet. Nach seiner Pensionierung zog Fülscher nach Kiel. Anlässlich seines 80. Geburtstags 1911 wurde er zum Wirklichen Geheimen Oberbaurat ernannt.
Fülscher war zwei Mal verheiratet, seine erste Frau starb nach kurzer Ehe, ein Sohn aus dieser Ehe starb im Erwachsenenalter. Mit seiner zweiten Frau war Fülscher 49 Jahre verheiratet.
Fülscher wurde auf dem Kieler Südfriedhof beigesetzt. Die erhaltene Grabstele wurde von Ernst Herter geschaffen.

## Schriften
- Der Bau des Kaiser-Wilhelm-Kanals. 3 Bände, Ernst & Sohn, Berlin 1898.
- Anlage- und Unterhaltungskosten eiserner und hölzerner Schleusenthore. Generalbericht. Stankiewicz, Berlin 1902.
- Über Schutzbauten zur Erhaltung der Ost- und Nordfriesischen Inseln. Ernst & Sohn, Berlin 1905.